# Becket (Massachusetts)
Becket é uma cidade do condado de Berkshire, Massachusetts, Estados Unidos. A população era de 1.859 de acordo com o censo de 2018.

## Geografia
Becket encontra-se localizado nas coordenadas 42° 17′ 42″ N, 73° 05′ 19″ O. Segundo a Departamento do Censo dos Estados Unidos, Becket tem uma superfície total de 123.77 km², da qual 119.29 km² correspondem a terra firme e (3.62%) 4.48 km² é água.

## Demografia
Segundo o censo de 2010, tinha 1.779 pessoas residindo em Becket. A densidade populacional era de 14,37 hab./km². Dos 1.779 habitantes, Becket estava composto pelo 96.63% brancos, o 0.62% eram afroamericanos, o 0.28% eram amerindios, o 0.45% eram asiáticos, o 0% eram insulares do Pacífico, o 0.9% eram de outras raças e o 1.12% pertenciam a duas ou mais raças. Do total da população o 1.85% eram hispanos ou latinos de qualquer raça.